# Enallagma durum
Enallagma durum är en trollsländeart som först beskrevs av Hagen 1861.  Enallagma durum ingår i släktet Enallagma och familjen dammflicksländor. Inga underarter finns listade i Catalogue of Life.